# Porta del Popolo
La Porta del Popolo (en français, Porte du peuple, et anciennement Porta Flaminia) est une porte antique de Rome faisant partie du mur d'Aurélien. Située au nord de la ville, dans l'actuel quartieri de Rome de Flaminio, elle ouvre sur la via Flaminia et donne sur la Piazza del Popolo. L'actuelle Porta del Popolo a été construite par le pape Sixte IV pour l'année jubilaire 1475 sur le site de l'ancienne porte romaine qui, à cette époque, était partiellement enterrée.

## Histoire

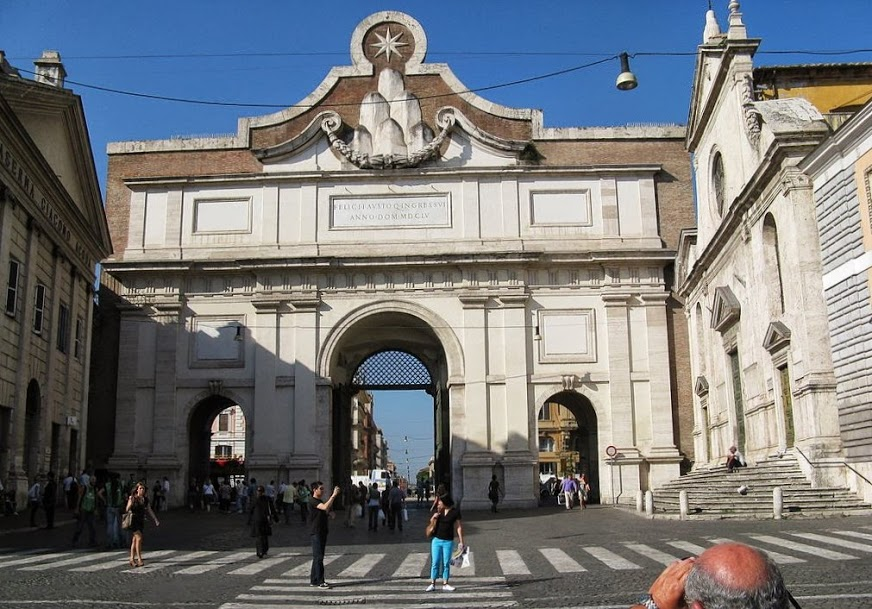
Face intérieure.

L'ancien nom était Porta Flaminia, parce que la Via Flaminia consulaire passait, comme elle passe encore aujourd'hui, à travers elle (dans les temps anciens, la Via Flaminia commençait à la Porte Fontinale, près de l'actuel Monument à Victor-Emmanuel II). Au Xe siècle, la porte s'appelait Porta San Valentino, en raison de la basilique et des catacombes du même nom, qui s'élevaient au début du Viale Pilsudski.
L'origine du nom actuel de la porte, ainsi que de la place qu'elle surplombe, n'est pas claire : on a supposé qu'elle pourrait dériver des nombreux peupliers (latin : populus) couvrant la zone, mais il est plus probable que le toponyme est lié aux origines de l'Église Santa Maria del Popolo (Sainte Marie du Peuple), érigée en 1099 par le pape Pascal II grâce à une souscription plus ou moins volontaire du peuple romain.
Compte tenu de l'importance de la Via Flaminia, la Porta del Popolo avait, depuis le début de son existence, un rôle prédominant de tri du trafic urbain plutôt qu'un usage défensif. Cela a amené à une conjecture jamais confirmée que la porte était autrefois construite avec deux arcades (ainsi que deux tours latérales cylindriques) et que ce n'est qu'au Moyen Âge, en raison de la diminution du trafic due à la chute démographique, qu'elle a été réduite en une seule arche. À l'époque de Sixte IV, la porte était à moitié enterrée et victime d'une négligence séculaire, endommagée par le temps et les sièges médiévaux ; une restauration superficielle s'est limitée à un renforcement partiel de la structure.
La porte s'élève encore aujourd'hui à environ un mètre et demi au-dessus du niveau du sol antique. Les débris emportés par le Tibre lors de ses crues et l'écaillage lent mais continu du Pincio avaient soulevé le sol environnant, de sorte que l'élévation de toute la porte ne pouvait plus être temporisée. Ce besoin s'était déjà fait sentir lors de la restauration effectuée au Ve siècle par l'empereur Flavius Honorius, mais l'intervention n'avait pas été réalisée.
L'aspect actuel est le résultat d'une reconstruction effectuée au XVIe siècle, lorsque la porte avait de nouveau acquis une grande importance pour le trafic urbain venant du nord. La façade extérieure est commandée par le pape Pie IV à Michel-Ange, qui à son tour confie la tâche à Nanni di Baccio Bigio : il érige la porte entre 1562 et 1565 en s'inspirant de l'arc de Titus. Les quatre colonnes de la façade proviennent de l'antique basilique vaticane et encadrent l'unique et grande arche, dominée par la pierre commémorative de la restauration et par les armoiries papales soutenues par deux cornes d'abondance ; les anciennes tours circulaires sont remplacées par deux puissantes tours de guet carrées et l'ensemble de l'édifice est garni d'élégants créneaux. En 1638, deux statues de saint Pierre (apôtre) et saint Paul de Tarse, sculptées par Francesco Mochi, sont insérées entre les deux paires de colonnes : les statues avaient été refusées par la basilique Saint-Paul-hors-les-Murs et rendues au sculpteur sans paiement.
L'inscription sur la pierre centrale, rappelant la restauration effectuée par Pie IV, dit :

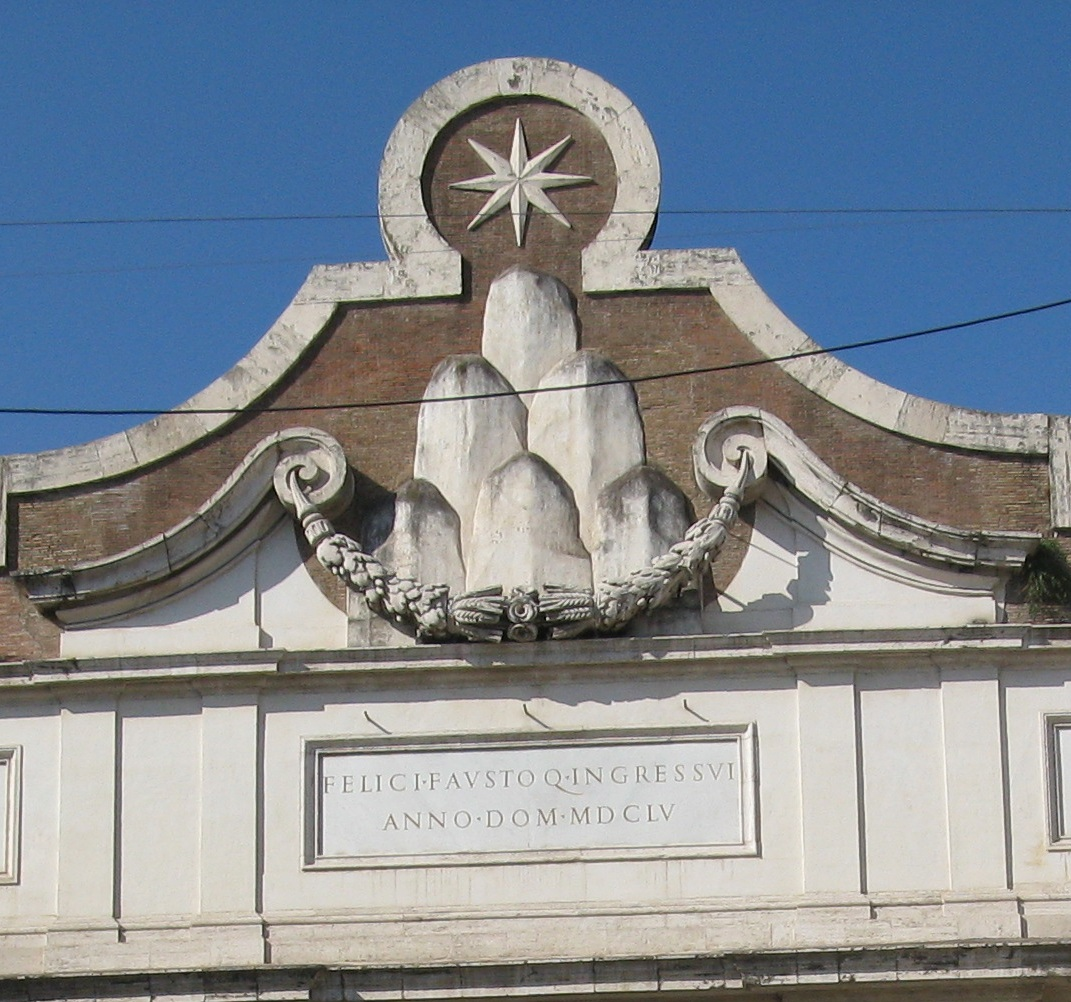
Armoiries du pape Alexandre VII (Chigi) et inscription commémorative de l'entrée à Rome de la reine Christine de Suède.

La façade intérieure a été conçue par Le Bernin pour le pape Alexandre VII et elle est dévoilée à l'occasion de l'arrivée à Rome de la reine Christine (reine de Suède), le 23 décembre 1655 : l'événement est commémoré par l'inscription gravée sur le haut de la façade intérieure avec les armoiries de la famille Chigi, la famille du pape.

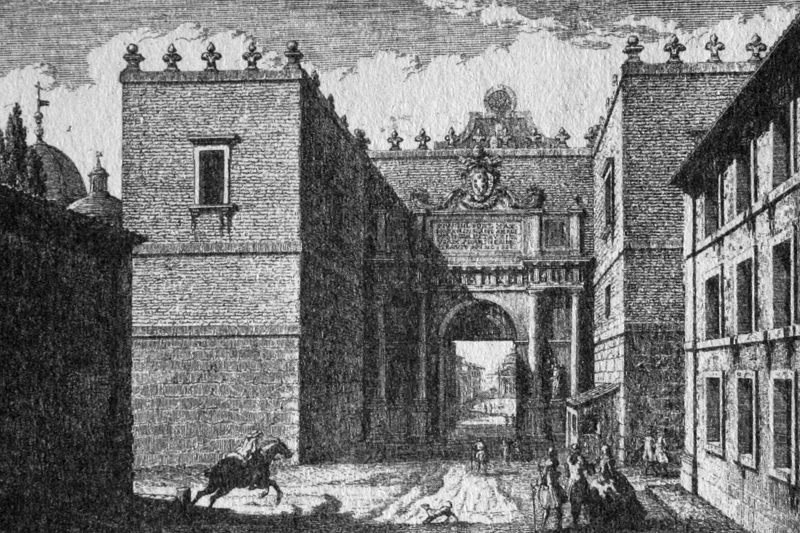
Eau-forte de Giuseppe Vasi, montrant les tours latérales détruites en 1879.

Le positionnement de l'inscription - sur la façade intérieure au lieu de celle extérieure, là où elle aurait été visible en accédant à la ville - et le texte lui-même assez court, n'en sont pas moins singuliers ; Cesare D'Onofrio en déduit que le pape montre probablement une certaine distance vis-à-vis de l'intrusion et de la personnalité de l'ancienne reine nouvellement convertie, en considérant aussi toutes les implications diplomatiques induites. La visite n'en fut pas moins un événement mémorable pour le peuple romain, à la fois du fait de la profusion de faste et de l'agacement des marchands et colporteurs, qui furent contraints de suspendre pendant quelques jours leurs activités, afin de permettre le nettoyage et de maintenir la « décence  »tout au long de l'itinéraire du cortège de la Porta del Popolo à la basilique Saint-Pierre. 
D'autres cortèges spectaculaires avaient déjà franchi la porte : le plus impressionnant fut celui de l'armée de Charles VIII (roi de France) qui, le 31 décembre 1494, défila pendant six heures, faisant une rare démonstration de puissance militaire ; mais aussi les processions des cardinaux, rassemblées en consistoire avec le pape en tête, suscitèrent l'admiration enthousiaste et respectueuse du peuple.
En raison de l'augmentation du trafic urbain, en 1887, les deux arcades latérales ont été ouvertes, après la démolition, en 1879, des tours flanquant la porte ; les travaux ont coûté 300 000 lires. À cette occasion, quelques vestiges de l'ancienne structure de l'époque d'Aurélien (empereur romain) et des tours cylindriques ont été découverts : ceux-ci se sont avérés très importants pour la reconstitution historique de la porte. Les travaux ont été commémorés par deux pierres sur la façade extérieure, sur les côtés de la façade de Pie IV ; l'inscription à gauche concerne la première intervention :
Celle à droite concerne la deuxième intervention :
L'une des « pierres du devoir » placée en 175 après J.-C. a été découverte près de la porte. Des pierres similaires ont été découvertes à différentes époques à proximité d'autres portes importantes de la ville (Porta Salaria, Porta Asinaria) : elles marquaient une sorte de frontière administrative, où s'élevaient les « bureaux de douane ». Ces offices percevaient autrefois les droits sur les marchandises entrantes et sortantes, mais au Moyen Âge étaient également affectés à la perception du péage pour le passage par les portes, dont certains appartenaient à de riches propriétaires fonciers ou entrepreneurs. Les premières déclarations de cette institution, en vigueur au moins jusqu'au début du XVe siècle, remontent au Ve siècle. Au IXe siècle, lorsque les papes, en conflit avec la municipalité de Rome, détenaient le contrôle administratif sur les droits de presque toutes les portes, le pape Serge II accorda le produit du péage de la Porta Flaminia au cloître de la basilique San Silvestro in Capite.